# 蒂德沃思
蒂德沃思（Tidworth）是英國的一個城鎮和民政教區，位於英格蘭威爾特郡東南部。2011年英國人口普查時，蒂德沃思有人口10621人。當地有三所中學。